# Alias Jimmy Valentine (1915)
Alias Jimmy Valentine is een Amerikaanse misdaadfilm uit 1915 onder regie van Maurice Tourneur. Het scenario is gebaseerd op het korte verhaal A Retrieved Reformation (1903) van de Amerikaanse auteur O. Henry.

## Verhaal
Overdag is Jimmy Valentine een respectabele zakenman, maar 's nachts kraakt hij bankkluizen. Na een bankoverval neemt Jimmy de verdediging op van Rose Fay, als zijn kompaan Cotton haar beledigt. Jimmy wordt verraden door zijn kompaan en veroordeeld tot tien jaar in Sing Sing. Drie jaar later herkent Rose hem bij een bezoek aan de gevangenis. Hij kan haar overtuigen dat hij onschuldig is en zij regelt zijn gratie. Na zijn vrijlating wordt hij kassier in de bank van Rose. Wanneer haar kleine zus zichzelf opsluit in een bankkluis, moet hij zijn geheime identiteit als bankrover bekendmaken om haar te bevrijden.

## Rolverdeling
| Acteur              | Personage          |
| ------------------- | ------------------ |
| Robert Warwick      | Jimmy Valentine    |
| Robert Cummings     | Doyle              |
| Alec B. Francis     | Bill Avery         |
| Frederick Truesdell | Vicegouverneur Fay |
| Ruth Shepley        | Rose Fay           |
| Johnny Hines        | Red Joclyn         |
| D.J. Flanagan       | Cotton             |
| Walter Craven       | Handler            |
| John Boone          | Blinkey Davis      |